# 모리스 메를로퐁티
모리스 메를로퐁티(Maurice Merleau-Ponty, 1908년 3월 14일 ~ 1961년 5월 4일)는 프랑스의 철학자이다. 장폴 사르트르와 함께 프랑스 현대 철학의 양대 산맥으로, 현상학과 실존주의에 천착하였고 《행동의 구조》, 《지각의 현상학》, 《의미와 무의미》, 《보이는 것과 보이지 않는 것》 등의 저서를 남겼다.
'생트 빅투아르 산'의 모습을 변주해 여러 편을 화폭에 옮긴 폴 세잔의 풍경화에서 예술의 본질을 포착하려 했는데, '폴 세잔의 작품은 끊임없이 그 심층부를 파면서 사물들의 흥분되고 불가해한 발생을 회복시키려 한다'며 '예술이 사유에 이를 수 있는 표현이나 언어라는 사실을 꿰뚫고 있었던 작가'로 폴 세잔을 평가했다.

## 생애

### 교직
모리스 메를로퐁티는 파리의 리세 루이르그랑에서 중등 교육을 마치고, 장 폴 사르트르(메를로퐁티는 이후에도 사르트르와의 교우를 유지한다)와 같은 시기 파리 고등사범학교 학생이 되어, 1930년 철학교수자격시험을 차석으로 합격했다.
처음 보베(1931-1933)에서 시작하여, 샤르트르의 리세 마르소(1934-1935)에서 교사 생활을 하고, 이후 파리 고등사범학교(1935-1939)에서 조교를 하다가 제5보병연대에 징집되어 이후 제59경보병사단 참모부(1939-40)에서 복무한 메를로퐁티는 이후 리세 카르노(1940-1944)와 리세 콩도르세(1944-1945)의 고등사범학교 준비반에서도 교사직을 맡게 된다. 마침내 메를로퐁티는 1945년 소르본에서 《행동의 구조》(1942)와 《지각의 현상학》(1945)으로 문학박사 학위를 받았다.
메를로퐁티는 이어서 리옹 대학교 인문대학 철학 부교수(1945)로, 이후 심리학 정교수(1948년 1월)로 임용되었다. 1949년 학기부터 메를로퐁티는 파리 대학교 인문대학 교육심리학 부교수에 임용되어 1950년 1월 특임교수가 되었다. 마침내 메를로퐁티는 1952년 정교수가 되어 1961년 사망할 때까지 이전에 앙리 베르그송, 에두아르 르 루아, 루이 라벨과 같은 이들이 이름을 빛낸 콜레주 드 프랑스 철학 교수직을 맡게 된다. 메를로퐁티의 첫 강의는 "철학의 찬미"라는 제목을 달았다.
메를로퐁티는 잡지 〈현대〉가 창간된 1945년 10월부터 장 폴 사르트르와 결별한 1952년 12월(이 "결별"은 1953년 7월 일어났다)까지 그곳의 운영위원 중 하나이자 정치면의 논설 기자였다.
메를로퐁티는 또한 정치에 참여하여, 1958년 총선을 목표로 하여 비(非)공산주의 및 반드골주의 좌파를 한데 묶은 민주세력동맹(UFD) 단일화에 동참했다.
53세의 나이로 메를로퐁티는 1961년 5월 3일 저녁, 집무실에 앉아 데카르트의 《굴절광학》을 핀 채 심장마비로 사망했다. "그는 중대한 저작, 가히 자신의 걸작이 될 그 책을 미완성으로 남겼다. 바로 《보이는 것과 보이지 않는 것》이다." 메를로퐁티는 페르라셰즈 묘지(52구역)에 묻혔다.
클로드 르포르는 메를로퐁티의 유언집행자였다. 정신과 의사이던 부인 수잔 졸리부아는 2010년 96세의 나이로 사망했다. 메를로퐁티는 1940년 결혼하여 외동딸 마리안(1941-2019)을 낳았다. 마리안 쪽으로 후손이 있다.

### 사르트르와의 결별
한국전쟁 시기, 사르트르는 잡지 〈현대〉에다가 자신의 기사, 〈공산주의자들과 평화〉(1952년)를 누구에게도 통보하지도 않고 실었다. 1950년을 기점으로 사르트르가 취한 태도는 어렵사리 지지를 받기는 받았으나, 메를로퐁티는 잡지 운영에 있어 사르트르가 마르크스주의 글을 썼다는 것을 누구에게도 알리지 않은 점을 두고, 이 기사는 1952년 12월호에 실린 선행하는 기사가 없이는 실릴 수 없다며 그를 불렀다. 전화 통화는 2시간 동안 팽팽하게 이어졌는데, 이후 둘 사이의 지식인의 역할에 대한 불일치와 정치적, 철학적 의견 차이뿐만 아니라 성격 차이까지 잘 드러난 세 통의 긴 편지가 이어졌다. 이 편지들은 파리 고등사범학교 학생 시절부터 이어져 온 둘의 우정이 깨졌음을 - 프랑수아 에발트에 따르면 둘 중 어느 누구에게도 받아들여질 수 없었던 것처럼 보였던 결별을 - 보여준다.

## 철학
당시의 유명한 현상학적 철학자 장폴 사르트르의 코기토적이고 관념적인 입장에 반대하여, 몸과 의식의 독특한 관계를 정립하였다. 메를로퐁티의 철학은 후설의 현상학, 특히 생의 세계에 대한 후기의 사색을 발전시켜 행동의 구조와 지각세계의 연구로부터 출발하였고 관념론과 실재론의 전제를 모두 배척하고 관념으로도 사물로도 환원할 수 없고 인간적 실재의 이의성(二義性)을 조명하는 동시에 정치·역사·언어·예술 등 제 문제에 독특한 전망을 열려고 하였다.

### 《행동의 구조》(1942)
『지각의 현상학』(1945)과 더불어 그의 학위논문이 된 것으로서 인간을 문자 그대로 '세계-내'의 '존재'로서 파악하고자 한 기념비적인 저작이다. 다키우라 시즈오(滝浦静雄) · 기다 겐(木田元)에 의한 일본어 역(みすず書房, 1964)이 있다. 근대 이래의 인간과학이 언제나 물질인가 정신인가, 즉자인가 대자인가와 같은 양자택일에 빠져 있는 것에 불만을 느끼고, 새롭게 성립한 게슈탈트 심리학 등에 의거하여 고전적 반사설과 조건반사학설 등을 재검토함으로써 자극은 그 물리적 특성보다도 오히려 공간적 내지 시간적 배치에 의해 작용하는 '게슈탈트'라는 점을 해명한다(두 개의 곡물 더미 중에서 언제나 상대적으로 <엷은 회색> 쪽을 선택하는 쾰러의 닭의 예 등을 참조).
또한 어떤 반사회로만을 고립적으로 다루는 것도 불가능한 바, 개개의 행동에 그 '중추영역'을 지정하고자 하는 '기능국재론'이 성립하지 않는다는 것을 특히 골드슈타인 등의 자료를 원용하여 역설하였다. 메를로퐁티에게 있어서는 유기체 자신이 게슈탈트가 되고 있는 것이지만, 다만 신경 활동의 부분들을 모두 동일시하는 극단적인 전체론이 아니라 특정한 부위가 유기체 전체와의 관계에서 의미를 변화시킬 수 있다고 하는 절충적 국재론이다.
그러나 이 입장은 인간의 지각과 행동에 관한 근대 이래의 존재론에 중대한 변경을 압박하는 것이 된다. 게슈탈트는 반드시 자극의 물리적 특성과 생체의 해부학적 구조에는 의존하지 않지만, 다른 한편으로 그것은 동물에 의해서도 지각되는 이상, 지성의 판단의 결과 등일 수는 없기 때문이다. 더욱이 그러한 인간의 행동 자신도 '혼합적 형태'와 '가환적 형태' 그리고 '상징적 형태'라는 구조의 분화를 지닌다. 그것은 대부분 자연 조건에 유착된 첫 번째 구조(그것은 이른바 '본능'보다도 좀 더 닫힌 것으로 생각된다)로부터 신호에 반응할 수 있는 두 번째 구조를 거쳐, 순수한 의미와 가치 자체로 열려 있는 인간적 구조에 이르는 계층구조이다.
따라서 그것은 당연히 실체적인 구별이 아니라 게슈탈트로서의 유기체의 행동이 통합화되는 정도의 다름인 것이다. 또한 그는 이에 거의 대응하는 것으로서 '물리적 질서'와 '생명적 질서' 그리고 '인간적 질서'라는 계층을 생각하고 있지만, 이것은 이른바 '물질', '생명', '정신'을 역시 구조의 다름으로 다시 파악하고, 구조의 철학 안으로 명확한 위치 부여를 시도한 것이라고 할 수 있다.
- 다키우라 시즈오(瀧浦靜雄), <현상학 사전> 참조.

### 《지각의 현상학》(1945)
1945년에 나온 이 책은 메를로퐁티의 철학적 주저로, 후의 정치·미술·언어 등 다방면에 걸친 사색은 주로 이 책에 기초를 두었다.
지각의 문제가 중요한 것은 세계 내에서 대상을 발견하고 또한 타인과 자기를 인식하는 인간의 존재방식이 지각 내에 집약되어 있기 때문이다. 철학적 반성은 과학이 항상 전제하면서도 조명하지 못하는 지각적 의식의 원초적 신념을 형성되고 있는 모습 그대로 재발견시키는 것이어야 한다.
이러한 입장으로부터 심리학의 경험주의적·주지주의적 제개념을 비판함으로써 현상적 장(場)으로서의 세계에 되돌아가야 할 필요를 말하고 그 중심 인물을 이루는 자기의 신체에 대해 사물이라고도 관념이라고도 할 수 없는 독자적인 존재방식을 조명한다.
신체는 세계에 상주함으로써 습관적 층(層)을 침전시키고 행동의 자유로운 환경을 주는 것이지만, 예컨대 과거에 손이나 발을 절단한 사람이 상실한 부분에 아직도 통증을 느끼는 환각에 사로잡히는 사실에서도 알 수 있듯이 습관적 신체는 물리적 실제도 아니고, 또 단순한 관념으로 해소되지도 않는다.
인간의 세계에 고유한 중후함을 부여하는 것은 해방과 예속·진리와 오류의 가능성을 어느 것이나 나눌 수 없게 내포하고 있는 양의적(兩義的)인 신체의 존재이며, 지각의 해명은 여기에 조명을 비침으로써 자유 문제만이 아니라 의미의 침전으로서의 문화나 역사 문제에 대해서도 처음으로 구체적인 취급을 가능하게 만드는 것이다.

### 육체성

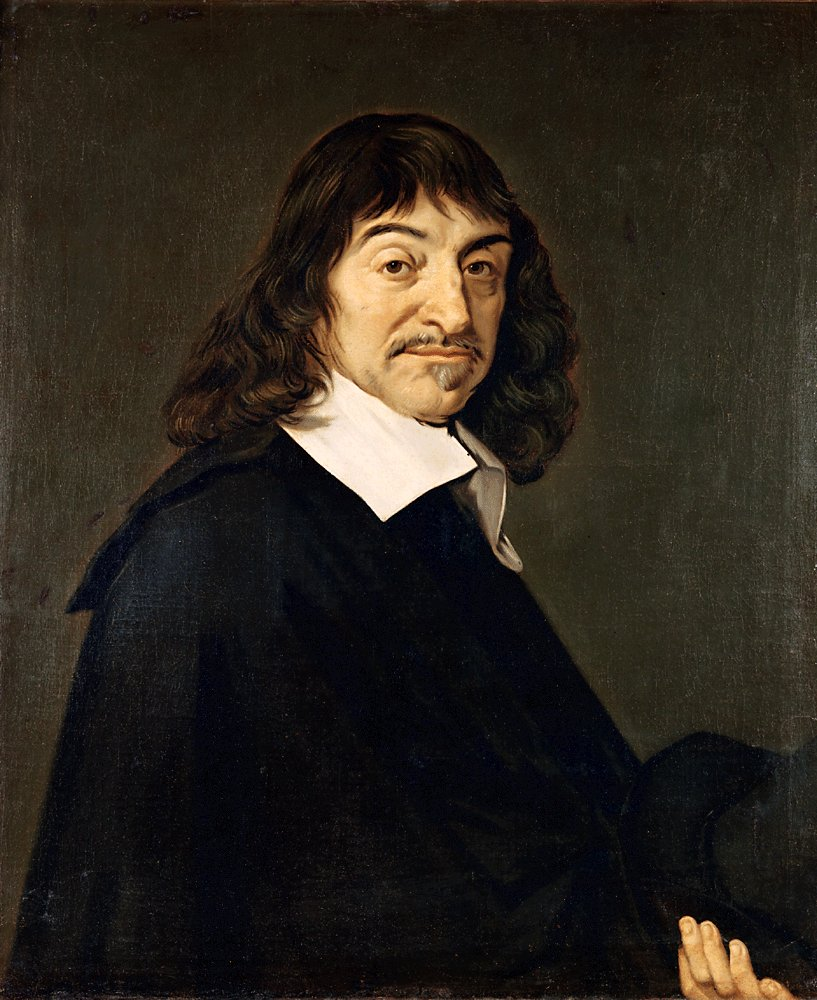
르네 데카르트

지각 연구의 출발점으로서 메를로퐁티는 "몸자체"가 단지 물체, 과학의 연구 가능한 대상일 뿐만이 아니라, 경험의 지속적인 조건이라는 점, 세상과 자신의 투사를 향한 지각의 시작으로 구성되어있다는 점을 재인식하고자 한다. 메를로퐁티는 또한 의식의 내재성이 있다는 점과, 지각의 분석을 가능케 하는 몸이 있다는 점을 강조한다. 말하자면, 지각의 탁월성은 곧, 지각이 활동적이고 기본적인 영역을 담당하고 있다는 측면에서, 경험의 탁월성을 의미한다.
메를로퐁티의 연구는 고로, 메를로퐁티가 본인의 사상과 큰 차이가 있음에도 불구하고 주목한 철학자, 르네 데카르트의 육체/정신 범주의 이원론적 존재론과는 대조되는, 의식의 육체성과 육체적 지향성의 재인식으로 상징되는 분석을 창시했다. 메를로퐁티는 그 다음으로 순수 자유와 순수 결정론 사이의 양자택일을, 대자적 육체(corps-pour-soi)와 대타적 육체(corps-pour-autrui) 사이의 대립을 극복하고자, 세상의 개인들의 생애를 연구하기 시작했다.

### 과학

#### 심리학
메를로퐁티는 또한 게슈탈트 심리학 연구에 주목했으며, 현상학을 통한 정신분석의 일치와 대립의 해석과, 특히 심리사회학과 장 피아제의 저서에 관한 평가를 시도하기도 했다.

### 사회학과 인간학
우리가 살고있는 세상의 뿌리와 더 나아가 상호주관성의 분석을 하고자, 메를로퐁티는 사회학적, 인간학적 연구의 본성, 특히 <철학과 사회학>과 <마우스부터 클로드 레비스트로스까지>에 실린 논문들에 대한 입장을 취하게 되었다. 지각의 탁월함과 살아있는 몸에 관한 메를로퐁티의 논문들은 상호주관성의 혁신적인 이해를 가져왔으며, 이 같은 이유로 그의 논문들은 사회학 연구에 있어 영향을 끼쳤다. 앞서 언급한 연구는 여러 방법에 차용되었는데, 특히 다음의 방법들을 들 수 있다. 1 ) "몸자체"라는 주제는 피에르 부르디외의 아비투스와 실천 사회학에서 역할을 맡았다. 한편 피에르 부르디외는 철학 공부 말엽에 메를로퐁티와 함께 논문을 저술하는 것과 사회학자가 되는 것 사이에서 망설였다. 2) 실천 지향성이 행해지는 것에 관한 알프레드 쉬츠의 사회학적 현상학 작업과의 비교. 3) 새롭게 대두한 실용적 사회학과의 대립.

## 같이 보기
- 게슈탈트 심리학
- 과정철학
- 체화된 인지
- 장 (물리학)
- 자기생산
- 창발
- 움벨트
- 습관
- 어포던스
- 관점주의
- 화신
- 인터넷 철학 백과사전
- 스탠퍼드 철학 백과사전

## 참고 문헌
- 이 문서에는 다음커뮤니케이션(현 카카오)에서 GFDL 또는 CC-SA 라이선스로 배포한 글로벌 세계대백과사전의 내용을 기초로 작성된 글이 포함되어 있습니다.

### 내용주
1. ↑  caïman. 교수자격시험에 합격하고 고등사범학교에서 조교나 연구지도를 돕는 이전 자교 학생을 일컫는 속어.
2. ↑  maître de conférences. 프랑스 국립 고등교육 체계에서 교직-연구직을 구성하는 두 직급 중 아랫 단계의 직급.
3. ↑  professeur sans chaire. 현재는 사라진 직급으로, 정교수에 임용될 조건은 채웠으나 정교수 자리가 나지 않아 이를 기다리는 단계로 정교수라는 자리가 없을 뿐 이와 거의 유사한 역할을 수행함.

### 참조주
1. ↑  유복렬. (세계의 석학과 명저)⑨ 줄리아 크리스테바 '반항의 의미와 무의미'. 국민일보. 2000년 11월 20일.
2. ↑  서동욱. 몸의 현상학자. 네이버캐스트. 2011년 2월 7일.
3. ↑  진보성. 현상학이란 무엇인가 - 화가의 시선과 몸. 프레시안. 2013년 1월 31일.
4. ↑  김항. (명저 새로 읽기)이남인 ‘후설과 메를로-퐁티 지각의 현상학’. 경향신문. 2013년 7월 26일.
5. ↑  손택균. 캔버스 위 한없이 반복된 몸짓의 흔적. 동아일보. 2016년 11월 4일.
6. ↑  한미희. <탄생 100주년 메를로-퐁티의 회화론>. 연합뉴스. 2008년 4월 10일.
7. ↑  우정렬. (책의 향기)하이데거가 본 고흐… 메를로퐁티가 평가하는 세잔. 동아일보. 2014년 6월 21일.
8. ↑  〈사르트르, 메를로퐁티 : 결별의 편지Sartre, Merleau-Ponty : Les lettres d'une rupture〉(프랑수아 에발트François Ewald 서문), 《모리스 메를로퐁티. 두 경력. 1951-1961Maurice Merleau-Ponty, Parcours deux, 1951-1961》에 수록, 베르디에 출판사, 2000년, pp.129-169.
9. ↑  엠마누엘 알로아, 〈보이는 것의 저항. 메를로퐁티 투명함의 비판La Résistance du sensible. Merleau-Ponty critique de la transparence〉, 《철학강의Philosophies en cours》, 파리, 키메, 2008년, p.88.
10. ↑  드니 위스망, 《소크라테스에서 푸코까지, 서양 철학의 유명한 대목들De Socrate à Foucault, pages célèbres de la philosophie occidentale》, 페랭, 파리, 1989년.
11. ↑  사회학자이자 경제학자로 캉 대학에서 클로드 르포르의 옛 조교를 맡은 알랭 카예(Alain Caillé) : 인터뷰 영상
12. ↑  장 라코스트. [ttps://www.en-attendant-nadeau.fr/2016/07/12/paris-philosophes-merleau-ponty/ “철학자들의 파리 (17) 메를로퐁티, 또는 일각수의 비밀Paris des philosophes (17) Merleau-Ponty, ou le secret de la licorne”].
13. ↑  〈사르트르, 메를로퐁티 : 결별의 편지Sartre, Merleau-Ponty : Les lettres d'une rupture〉(프랑수아 에발트François Ewald 서문), 《모리스 메를로퐁티. 두 경력. 1951-1961Maurice Merleau-Ponty, Parcours deux, 1951-1961》에 수록, 베르디에 출판사, 2000년, pp.131-132.
14. ↑  〈사르트르, 메를로퐁티 : 결별의 편지Sartre, Merleau-Ponty : Les lettres d'une rupture〉(프랑수아 에발트François Ewald 서문), 《모리스 메를로퐁티. 두 경력. 1951-1961Maurice Merleau-Ponty, Parcours deux, 1951-1961》에 수록, 베르디에 출판사, 2000년, p.132.
15. ↑  〈사르트르, 메를로퐁티 : 결별의 편지Sartre, Merleau-Ponty : Les lettres d'une rupture〉(프랑수아 에발트François Ewald 서문), 《모리스 메를로퐁티. 두 경력. 1951-1961Maurice Merleau-Ponty, Parcours deux, 1951-1961》에 수록, 베르디에 출판사, 2000년, p.129.
16. ↑  주로 모리스 메를로퐁티, 《지각의 현상학》, 파리, 갈리마르 출판사 , "Tel" 총서, 1976년, IV장, V장, VI장.